# Ferhat Korkmaz
Ferhat Korkmaz, född 14 september 1981, är en Sverige-född turkisk före detta fotbollsspelare. 
Hans moderklubb är Vasalunds IF. Korkmaz spelade tidigt i AIK:s juniorlag till dess att han gick vidare till Hammarbys B-lag. Från Hammarby blev han utlånad till Division 1-laget Valsta Syrianska, där han tillbringade fem säsonger.
Korkmaz värvades inför säsongen 2012 av Väsby United från Athletic FC.